# ウォッチン!みやぎ
『ウォッチン!みやぎ』は、東北放送（tbcテレビ）で平日朝枠にて生放送されている宮城県向けのローカル情報番組である。
TBS制作朝の情報番組（2023年現在は『THE TIME,』）第2部の番組中盤から番組終了までの間のローカル枠の自社差し替えとして放送する。東北放送公式ホームページ内の週間番組表では『THE TIME,』とは分離した単独番組として扱われているが、EPGおよび新聞番組表では『THE TIME,』とのオムニバス放送として扱っている。
本項では、姉妹番組の『サタデーウォッチン!』および『ひるまでウォッチン!』についても扱う。

## 概要
放送開始は2003年3月31日。番組は、宮城県内のニュースや生活情報、スポーツコーナーなどで構成されている。また、「天気予報業務許可業者」である東北放送の独自予報による「私立TBC気象台」（わたくしりつTBCきしょうだい）のコーナーがある。
宮城県内の民放ローカル局としてのみならず、TBS系列の平日朝7時台では唯一のローカルワイド番組であるほか、東名阪札福の基幹局以外が自社制作番組を早朝や朝の情報番組を差し替えて編成するのは珍しい。ただし、速報が入った場合などは自社差し替えを行使しない、もしくは行使時間を減らす措置をとることがある。
2005年3月28日から2014年3月28日までは、『みのもんたの朝ズバッ!』の第2部の途中から約1時間程度（7:20頃 - 8:29）の間設けられていた飛び降りポイントから放送されていたが、『あさチャン!』→『THE TIME,』では特に設けられておらず、7:35以降のコーナー途中のCM開けから差し替えを行っている。
なお、CM前予告は差し替えやテロップの表示もなくそのまま放送されるため、『ウォッチン!みやぎ』の開始は非常に中途半端なものとなっている。
放送時間は年々短縮傾向にあり、一時期は7:25頃から8:22頃と1時間近く放送時間があったものの、『あさチャン!』以降は番組の枠が8:00までとなったことや『あさチャン!』『THE TIME,』のネットワークセールス枠（CM）の放送時間により、現在は7:40頃から8:00までの約20分に短縮されている。

## 歴史
本番組の前身は2002年春から1年間放送された『おはよう!グッデイ』のローカル枠『グッデイみやぎ』である。この当時、中部日本放送（現：CBCテレビ）・毎日放送・南日本放送でも、東北放送と同様にローカル枠が設定されていた。
2003年、『ウォッチ!』がスタートしたのを契機に第2部の後半にあるローカル枠での自社差し替えを東北放送以外取りやめたが、東北放送では放送第1回から第2部の後半にあるローカル枠（当時は7:48頃から8:22頃）での自社差し替えを行使し、自社制作の本番組に差し替えていた。2004年3月からは東北放送以外の地域でもローカル枠での自社差し替えを行使する局が現れたが、このときの第2部のローカル枠の設定時間も7:25頃から8:22頃までと拡大された。この際毎日放送・南日本放送に加え新たに北海道放送、中国放送（後者は木曜・金曜のみ）にも設定された。なお中部日本放送はローカル枠の自社差し替えの行使を見送る。
2005年、『朝ズバッ!』の開始にあたり、TBSテレビは系列各局に対し『ウォッチ!』終了時点まで後半に設けていたローカル枠を本番組では設定しないことを通達し、『ウォッチ!』時代に東北放送以外の一部系列局が各自で設定していたローカル情報番組が相次いで打ち切りになる運びとなった。
しかし、本番組のみ筆頭株主である河北新報社の意向により打ち切りができなかったため、結局『朝ズバッ!』には東北放送と毎年8月6日の中国放送（広島平和記念式典中継のため）のみ行使することのできるローカル枠として設定することとなった。
2007年3月を以って、前身『グッデイみやぎ』開始以来5年間司会を務めてきた東北放送報道部の横山義則が降板。4月からは佐々木淳吾・大井健郎が女性アナウンサーとのペアで担当していたが、2008年春からは大井の記者職転身（後任は三橋泰介）、大徳絵里の寿退社、斎藤恭紀の退社（後任は『イブニング・ニュース TBC』担当だった佐藤正則）など、レギュラー陣の顔触れが大きく入れ替わった。
『朝ズバッ!』とその後座番組『はなまるマーケット』がいずれも2014年3月28日を以って終了し、『朝ズバッ!』の後継番組『あさチャン!』と『はなまるマーケット』の後継番組『いっぷく!』はそれぞれ5:30 - 8:00・8:00 - 9:55の放送となる。本番組は『あさチャン!・第2部』におけるローカル枠の設定時刻の関係から、7時台後半のみの放送に変更した。これを機に番組自体のリニューアルがなされ、出演者の交代・一部コーナーの終了がなされた。
なお『朝ズバッ!・第2部』では東北放送向けに飛び降りポイントが設けられていたが、『あさチャン!・第2部』ではそのような配慮はなされておらず、「情報まとめ730」の途中のCM明けから差し替えを行っている。「情報まとめ730」後半部分のCM前予告は差し替えせずそのまま放送されるため、『あさチャン!・第2部』内における『ウォッチン!みやぎ』の開始は非常に中途半端なものとなっている。
2019年4月の時点では、東京発の『あさチャン!』を概ね7:28頃までネット（CM入り前の予告は差し替え無しでそのまま放送）した後、CMを挟んで本番組に接続している。
2021年9月30日に『あさチャン!』が終了したことに伴って、翌10月1日から『THE TIME,』の放送が始まってからも、『ウォッチン!みやぎ』に差し替えている。ただし、放送開始時刻は7:40頃からと『あさチャン!』時代よりさらに短縮されている。
なお、『THE TIME,』も7:35頃の日替わりコーナーの途中のCM入りで飛び降り、その後のCM明けで当番組が開始されるため相変わらず中途半端な飛び降りのままになってしまっている（なお、東北放送公式サイトの番組表では7:30頃開始と表記されている）。
また、TBSの特別企画、「地球を笑顔にするweek」がある期間には飛び降り時刻を繰り下げて本番組を短縮するか本番組自体を休止して『あさチャン』→『THE TIME,』を時間拡大ネットすることがある（なお、『あさチャン!』時代は臨時フルネット、『THE TIME,』では当初7:50頃からの短縮放送だったものの、「地球を笑顔にするWEEK 2022秋」では11月2日(水)に「地球を笑顔にするWEEK 2022秋」のコーナーを放送するのみ留まった（なお、その11月2日もコーナーを放送したのち、『THE TIME,』側がニュースのコーナーへ移行した瞬間に本番組へ切り替えるという非常に中途半端な飛び降りを行った。）
また、緊急ニュース時や年末の本番組休止期間中については『THE TIME,』が臨時フルネットとなる。その他、年末年始（概ね12月29日 - 1月3日）や毎年4月の『マスターズゴルフ』開催期間中も『THE TIME,』の休止に合わせ本番組も休止となる。
『THE TIME,』の列島中継は2024年3月までは放送していたが、同年4月以降からは7:45頃に放送時間が変更したため。同局が担当する場合も裏送りで参加されることになった。

### 放送休止・変更（THE TIME,開始後）
- 2022年10月4日（火曜日）、2022年11月3日（木曜日）、2023年4月13日（木曜日）:それぞれ、北朝鮮が弾道ミサイルを発射しJアラートが発出された事に伴い、放送休止または急遽『THE TIME,』をネット。
- 2023年1月26日（木曜日）：『THE TIME,』内コーナー『出張!安住が行く』で『THE TIME,』月 - 木の総合司会者の安住紳一郎が宮城県に訪問したため、飛び降り後も『出張!安住が行く』をネット。この日の放送内容は天気予報のみに留まった。
- 2023年3月21日（火曜日）：『WBC2023準決勝・日本×メキシコ』を7時から中継したため、本番組は休止した[5][6]。
- 2023年5月15日（月曜日）- 5月19日（金曜日）：TBSの特別企画「地球を笑顔にするweek」のコーナーをスポンサーの関係上最後まで放送。なお、前述の通り一週間通して『THE TIME,』のスタジオに戻ってすぐに飛び降りを行った。
- 2024年7月8日（月曜日） - 7月12日（金曜日）：レギュラー放送に加えて6:30 - 6:50頃まで『THE TIME ウォッチン!』を当番組のフォーマットで放送[7]。

## 出演者
特記事項が無い人物は、東北放送アナウンサー。
司会
- 坂寄直希（月、火）
- 佐々木夏音（水）
- 佐藤朱（木、金）

お天気キャスター
- 星野誠（TBC報道記者、私立TBC気象台・気象予報士【月・火・水、2018年10月から再度担当】）ニックネーム、ほっしー
- 今野桂吾（私立TBC気象台・気象予報士【木・金】）

## 過去の出演者
| 期間      | 期間       | メインキャスター | メインキャスター | メインキャスター | メインキャスター | サブキャスター | サブキャスター | サブキャスター | サブキャスター | お天気キャスター | お天気キャスター | お天気キャスター | お天気キャスター |
| 期間      | 期間       | 月・火           | 水               | 木               | 金               | 月・火         | 水             | 木             | 金             | 月・火           | 水               | 木               | 金               |
| --------- | ---------- | ---------------- | ---------------- | ---------------- | ---------------- | -------------- | -------------- | -------------- | -------------- | ---------------- | ---------------- | ---------------- | ---------------- |
| 2003.3.31 | 2004.3.26  | 横山義則         | 横山義則         | 横山義則         | 横山義則         | 根本美緒       | 根本美緒       | 宮田敬子       | 宮田敬子       | 斎藤恭紀         | 斎藤恭紀         | 斎藤恭紀         | 斎藤恭紀         |
| 2004.3.29 | 2004.12.27 | 横山義則         | 横山義則         | 横山義則         | 横山義則         | 根本美緒       | 根本美緒       | 生駒夕紀子     | 生駒夕紀子     | 斎藤恭紀         | 斎藤恭紀         | 斎藤恭紀         | 斎藤恭紀         |
| 2005.1.4  | 2006.3.31  | 横山義則         | 横山義則         | 横山義則         | 横山義則         | 生駒夕紀子     | 生駒夕紀子     | 大徳絵里       | 大徳絵里       | 斎藤恭紀         | 斎藤恭紀         | 斎藤恭紀         | 斎藤恭紀         |
| 2006.4.3  | 2007.3.30  | 横山義則         | 横山義則         | 横山義則         | 横山義則         | 生駒夕紀子     | 大徳絵里       | 大徳絵里       | 大徳絵里       | 斎藤恭紀         | 斎藤恭紀         | 斎藤恭紀         | 斎藤恭紀         |
| 2007.4.2  | 2007.9.28  | 佐々木淳吾       | 大井健郎         | 大井健郎         | 大井健郎         | 生駒夕紀子     | 大徳絵里       | 大徳絵里       | 大徳絵里       | 斎藤恭紀         | 斎藤恭紀         | 斎藤恭紀         | 斎藤恭紀         |
| 2007.10.1 | 2008.3.28  | 大井健郎         | 大井健郎         | 佐々木淳吾       | 佐々木淳吾       | 大徳絵里       | 大徳絵里       | 安東理紗       | 安東理紗       | 斎藤恭紀         | 斎藤恭紀         | 斎藤恭紀         | 斎藤恭紀         |
| 2008.3.31 | 2009.3.27  | 三橋泰介         | 佐々木淳吾       | 佐々木淳吾       | 佐々木淳吾       | 柳瀬若菜       | 柳瀬若菜       | 安東理紗       | 安東理紗       | 佐藤正則         | 佐藤正則         | 佐藤正則         | 佐藤正則         |
| 2009.3.30 | 2010.3.26  | 佐々木淳吾       | 佐々木淳吾       | 佐々木淳吾       | 佐々木淳吾       | 名久井麻利     | 安東理紗       | 安東理紗       | 安東理紗       | 佐藤正則         | 佐藤正則         | 佐藤正則         | 佐藤正則         |
| 2010.3.29 | 2013.3.29  | 佐々木淳吾       | 佐々木淳吾       | 佐々木淳吾       | 佐々木淳吾       | 名久井麻利     | 安東理紗       | 安東理紗       | 安東理紗       | 佐藤正則         | 佐藤正則         | 佐藤正則         | 尾崎尚之         |
| 2013.4.1  | 2013.8.30  | 佐々木淳吾       | 佐々木淳吾       | 佐々木淳吾       | 佐々木淳吾       | 大久保悠       | 安東理紗       | 安東理紗       | 名久井麻利     | 佐藤正則         | 佐藤正則         | 佐藤正則         | 尾崎尚之         |
| 2013.9.2  | 2014.3.28  | 佐々木淳吾       | 佐々木淳吾       | 佐々木淳吾       | 佐々木淳吾       | 大久保悠       | 大久保悠       | 名久井麻利     | 名久井麻利     | 佐藤正則         | 佐藤正則         | 佐藤正則         | 尾崎尚之         |
| 2014.3.31 | 2015.3.27  | 佐々木淳吾       | 佐々木淳吾       | 佐々木淳吾       | 佐々木淳吾       | 袴田彩会       | 袴田彩会       | 名久井麻利     | 名久井麻利     | 佐藤正則         | 佐藤正則         | 佐藤正則         | 星野誠           |
| 2015.3.30 | 2015.6.12  | 佐々木淳吾       | 佐々木淳吾       | 小笠原遥         | 小笠原遥         | 袴田彩会       | 袴田彩会       | 名久井麻利     | 名久井麻利     | 星野誠           | 佐藤正則         | 佐藤正則         | 佐藤正則         |
| 2015.6.15 | 2015.6.26  | 佐々木淳吾       | 佐々木淳吾       | 小笠原遥         | 小笠原遥         | 袴田彩会       | 袴田彩会       | 大久保悠       | 大久保悠       | 星野誠           | 佐藤正則         | 佐藤正則         | 佐藤正則         |
| 2015.6.29 | 2015.9.25  | 佐々木淳吾       | 佐々木淳吾       | 佐々木淳吾       | 佐々木淳吾       | 袴田彩会       | 袴田彩会       | 荒井美由起     | 荒井美由起     | 星野誠           | 佐藤正則         | 佐藤正則         | 佐藤正則         |
| 2015.9.28 | 2016.9.30  | 佐々木淳吾       | 佐々木淳吾       | 佐々木淳吾       | 佐々木淳吾       | 袴田彩会       | 袴田彩会       | 大久保悠       | 大久保悠       | 星野誠           | 佐藤正則         | 佐藤正則         | 佐藤正則         |
| 2016.10.3 | 2017.3.31  | 佐々木淳吾       | 佐々木淳吾       | 小笠原遥         | 小笠原遥         | 袴田彩会       | 袴田彩会       | 大久保悠       | 大久保悠       | 佐藤正則         | 星野誠           | 星野誠           | 星野誠           |
| 2017.4.3  | 2018.3.30  | 佐々木淳吾       | 佐々木淳吾       | 小笠原遥         | 小笠原遥         | 袴田彩会       | 袴田彩会       | 大久保悠       | 大久保悠       | 佐藤正則         | 佐藤正則         | 上原諒 星野誠    | 上原諒 星野誠    |
| 2018.4.2  | 2018.9.28  | 佐々木淳吾       | 佐々木淳吾       | 古野真也         | 古野真也         | 熊谷望那       | 熊谷望那       | 大久保悠       | 大久保悠       | 佐藤正則         | 佐藤正則         | 上原諒 星野誠    | 上原諒 星野誠    |
| 2018.10.1 | 2019.3.29  | 佐々木淳吾       | 佐々木淳吾       | 古野真也         | 古野真也         | 増子華子       | 増子華子       | 熊谷望那       | 熊谷望那       | 星野誠           | 星野誠           | 佐藤正則         | 佐藤正則         |
| 2019.4.1  | 2020.3.27  | 佐々木淳吾       | 佐々木淳吾       | 古野真也         | 古野真也         | 熊谷望那       | 熊谷望那       | 安東理紗       | 安東理紗       | 星野誠           | 星野誠           | 佐藤正則         | 佐藤正則         |
| 2020.3.30 | 2021.3.26  | 佐々木淳吾       | 佐々木淳吾       | 古野真也         | 古野真也         | 野口美和       | 野口美和       | 安東理紗       | 安東理紗       | 星野誠           | 星野誠           | 今野桂吾         | 今野桂吾         |
| 2021.3.29 | 2022.4.1   | 林田悟志         | 野口美和         | 安東理紗         | 古野真也         | （不在）       | （不在）       | （不在）       | （不在）       | 星野誠           | 星野誠           | 今野桂吾         | 今野桂吾         |
| 2022.4.4  | 2022.9.30  | 林田悟志         | 野口美和         | 飯野雅人         | 飯野雅人         | （不在）       | （不在）       | （不在）       | （不在）       | 星野誠           | 星野誠           | 今野桂吾         | 今野桂吾         |
| 2022.10.3 | 2023.3.31  | 飯野雅人         | 野口美和         | 林田悟志         | 林田悟志         | （不在）       | （不在）       | （不在）       | （不在）       | 星野誠           | 星野誠           | 今野桂吾         | 今野桂吾         |
| 2023.4.3  | 2025.3.28  | 飯野雅人         | 佐藤朱           | 佐藤朱           | 佐藤朱           | （不在）       | （不在）       | （不在）       | （不在）       | 星野誠           | 星野誠           | 今野桂吾         | 今野桂吾         |
| 2025.3.31 | 現在       | 坂寄直希         | 佐々木夏音       | 佐藤朱           | 佐藤朱           | （不在）       | （不在）       | （不在）       | （不在）       | 星野誠           | 星野誠           | 今野桂吾         | 今野桂吾         |

スポーツキャスター
- 飯野雅人（TBCアナウンサー）- 飯野は水曜 - 金曜は同じ時間帯にある同局のラジオ番組「グッドモーニング飯野です」のパーソナリティのため水曜 - 金曜の出演はない。他にも、単発コーナー「（元祖）ラーメン王子が行く！（『サタデーウォッチン!』でも放送の場合あり）」をラーメン王子として担当。
- 守屋周（TBCアナウンサー）
- 菅生翔平（TBCアナウンサー）
- 黒田直樹（TBCアナウンサー）
- 松尾武（TBCアナウンサー）
- 伊藤晋平（TBCアナウンサー）

## コーナー
（注）『THE TIME,』のCM入りが普段よりも遅くなり本番組の放送時間が短くなった場合、休止されるコーナーもある。

### ウォッチン!NEWS（TBCニュース）
女性MCによるミニローカルニュース枠。2014年3月までは、『朝ズバッ!』の6時台ニュース担当のTBCアナウンサーによる報道フロアからの放送であった。宮城県内のニュースのみを放送する。
なお、県内ニュースは緊急情報が特に入らない限り、前日の『Nスタ（日曜版内ローカルニュース）』・『Nスタみやぎ』で放送された項目を（無作為に抜粋する形で）再放送する形となっている。

### 天気予報
星野誠（月 - 水）、佐藤正則（木、金）による天気予報。通学・出勤前にTBCが独自に予報した天気予報を｢ピンポイント天気｣と称して詳細に伝える。
天気の地域区分は、「私立TBC気象台」の項を参照。
また、視聴者から住んでいる地域の当日の朝の空の写真を募集し、それらを星野誠、佐藤正則が紹介する「人間アメダス」というコーナーがある。

### ウォッチン!SPORTS
スタジオからのローカルスポーツニュース枠。
4面の回転塔を用いてスコアや星取表、内容にまつわる新聞記事（基本的に河北新報、およびスポーツニッポン・スポーツ報知・日刊スポーツの地域欄）も併せて紹介する。
かつて、ローカルスポーツニュースでベガルタ仙台の話題を扱う時は「スーパーベガルタ」のサブタイトルがついていた（元々2002年より日曜23時前に放送されていた同名のミニ番組が翌朝の「グッデイみやぎ」内で再放送されていたことの名残）。
また、一時期「スポーツ3兄弟」として猪井操子（長女）・松尾武（長男）・守屋周（次男）の各アナウンサーが日替わりで登場し、視聴者からのFAXやメールを読むことがあった。
猪井同様2008年度加入の飯野雅人が入ってからは先述のスポーツ3兄弟のクレジットがなくなった。

### ウォッチン!エンタメ
TBSが制作している映画を中心にtbcが協賛している映画や、宮城県内で行われるライブ・公演を紹介。紹介する際には映画・ライブ・公演の出演者がVTRで出演することがある。

### エンディング
視聴者からのFAX・メールを読んだ後、アナウンサーと気象予報士（ワイプ越し）が「明日もウォッチン!（金曜のみ『来週もウォッチン!』、『サタデーウォッチン!』放送時は『明日はサタデーウォッチン!』」）とコールし番組が終了する（ただし、大雨・台風などの天災が予想される場合はコールがないまま終了となる）。
「ひるまでウォッチン!」放送開始後は同番組の見どころも紹介するようになった。
また、『THE TIME,』のコーナーである「ニッポンの朝がみえる! 列島リアルタイム中継」をtbcが担当する場合は、『THE TIME,』テーマソングの『銀河鉄道999〜シン・ミックス〜』→『おはようユニバース』とともに「ニッポンの朝がみえる! 列島リアルタイム中継」をtbcが担当することを伝える。
- エンディング・テーマ：平原綾香 with みちの空（みちのく）「わせねでや」

本番組内の企画（「『わせねでや』プロジェクト」。かつて不定期に同タイトルのコーナーがオンエアされていた）から誕生した、復興支援シングル。

作詞・作曲・プロデュース（共同）はヒザシ（元ザ・キャプテンズ）。レコーディングには熊谷育美らも参加した。

### ウォッちん eye×2（あい・あい）うらない
しほ先生による占いコーナー。TBS系列は2005年春以降民放キー局で唯一朝の情報番組・報道番組で占いコーナーを設けていないが、本番組では占いのコーナーがある。誕生月別の占いで、最下位から1位までの順で発表される。
（東北地方太平洋沖地震（東日本大震災）発生後 - 2012年3月末までは、ランキング形式をやめ、1月 - 12月の順番に表示する形式で発表されていた）。2014年4月より、エンディングで画面下にランキングが表示されるようになった（以前のように出演者による読み上げはされない）。

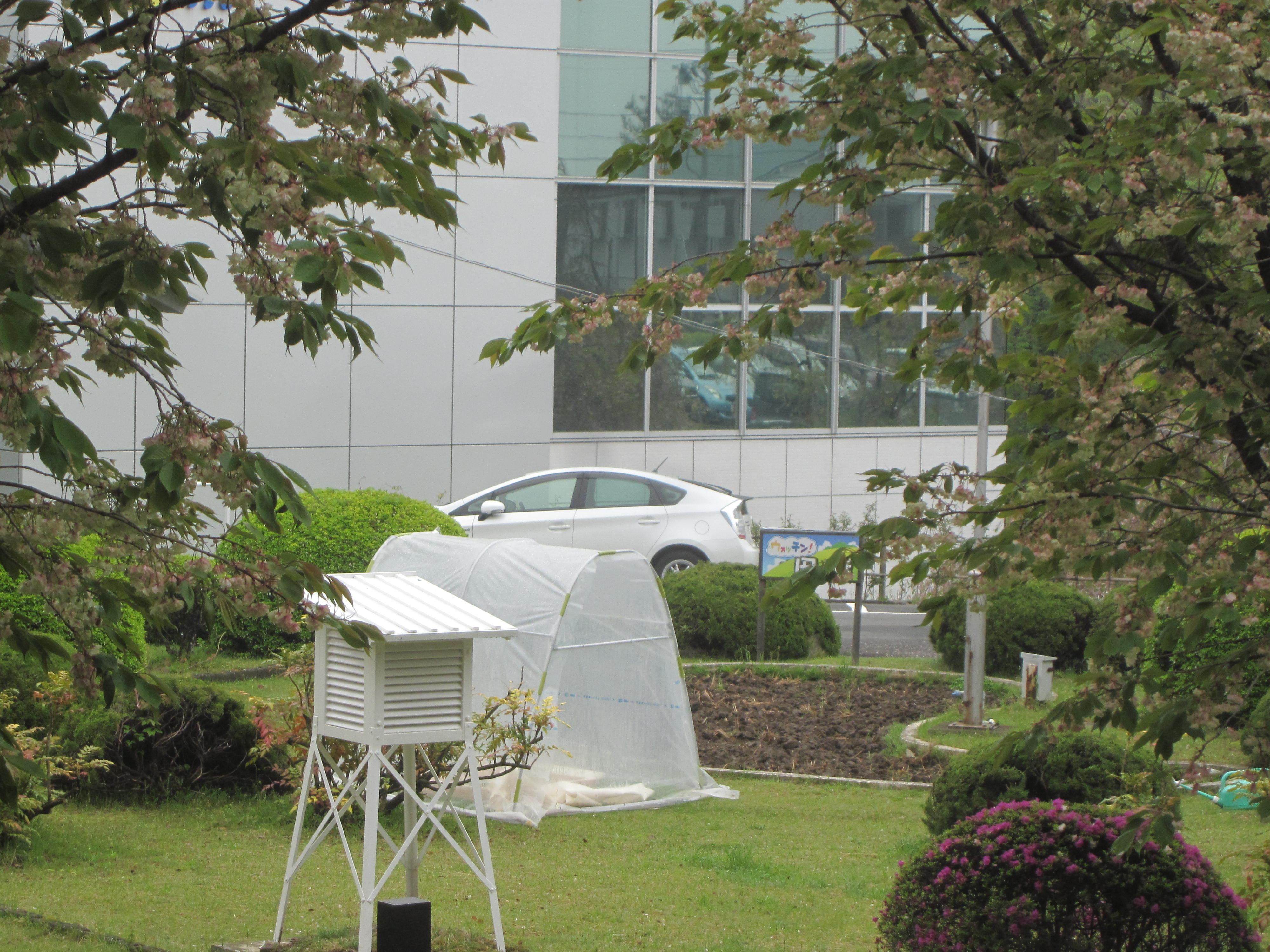
番組で使用されていた「ウォッチン!田んぼ」（なお現在はTBCの新社屋移転とともに消滅。）

## かつて放送されていたコーナー

### さきだしウォッチン!
その日放送する予定の内容のダイジェストである。『朝ズバッ!』の7時台ニュースコーナーの後7:11頃からSB枠なしで放送されていた（通常他地域のJNN系列局がローカルニュースとして用いる枠を使用）。
以前このコーナーは『朝ズバッ!』の放送が開始されて数日経った後、それまで関東ローカルの天気予報枠だった時間帯の有効活用として設けられていたが一時期は放送されておらず、『朝ズバッ!』の特別編成による当番組の放送時間短縮の際に放送されていた。

### 道路交通情報
日本道路交通情報センター仙台からの交通情報。宮城県内を通る高速道路（東北自動車道・山形自動車道など）と、仙台近郊一般道路の交通規制・渋滞情報を放送していた。
また、仙台近郊の渋滞地点はテレビ画面の地図上で赤色表示されていた。

### 日替わりコーナー
数多くの日替わりコーナーが存在していた。
一部のコーナーは｢サタデーウォッチン!｣や｢ひるまでウォッチン!｣に引き継がれている。
主なものは以下のとおり。
- ウォッチンチェック
- ウォッチンキッチン
- ウォッチンランキング
- レッツエンジャイロ
- ウォッチンガーデン
- みやぎをリサっち
- スイーツSHOW
- DJ（ど〜なの?J）
- ウォッチン百科事典ウォチペディア

### ラスト天気
佐藤（上原）によるお天気のおさらいと的中率を発表していた。
予報の当たり外れに関わらず時間の関係などで前日（月曜の場合は金曜）の当たり外れを発表しないまま終了となる（斎藤気象予報士時代の的中率は80%であった）。
斎藤時代から前日の天気予想が大はずれした場合は番組の冒頭に解説→謝罪する場面があった。
また、楽天イーグルス、ベガルタ仙台の試合が行われる場合は「楽天ウェザー」「ベガルタ・ウェザー」と題し開催場所周辺の天気を詳しく予報していた。

### 教えて!マサくん（ほしくん）
佐藤・星野のコーナー。気象にまつわる話題や、視聴者からのリクエスト天気予報に答えていた。

### 東日本大震災発生に伴う特別編成
- 東日本大震災発生に伴う報道特番編成のため、本番組は2011年3月14日より4月1日までレギュラー放送を休止した。この期間中は、東京発の『みのもんたの朝ズバッ!・第2部』を7:11頃 - 7:14頃のローカル枠を除き臨時フルネットで放送した。ただ、代わりに6:15・6:46・7:11の各ローカル枠で（震災関連情報を中心とした）河北新報ニュースを放送していた。
- なお本番組はレギュラー放送休止中でも別冊特番扱いで（『はなまるマーケット』の後座枠）月 - 金曜 9:55 - 10:25に『ウォッチン!生活情報』として宮城県関係の震災情報を放送していたほか、2011年3月12日より休止中の『キユーピー3分クッキング』枠も『TBC震災関連情報』として自社制作枠に臨時転用しており、本番組MCがこの枠に出演することがあった。

## サタデーウォッチン!
『サタデーウォッチン!』は、2011年5月28日から2023年3月25日まで毎週土曜日に放送されていたローカル情報番組。番組開始から2016年3月26日までは『ウォッチン!プラス 絆みやぎ』のタイトルで放送されていた。

### 概要
番組開始当初は平日の『ウォッチン!みやぎ』とは異なり、東日本大震災で被害にあった被災地の今を伝えることをメインに特集を組んでいた。2012年10月から放送時間が約1時間に拡大されたのを機会に、平日同様、TBC気象台からの独自天気予報やスポーツコーナー「ウォッチンスポーツ」もスタートした。2016年4月の番組名変更後はMCがロケに出てお出かけスポットを紹介する「ウォッチンめ〜ぐる旅」がメインコーナーとなっている。
2018年4月からは後続番組『スポッち!』との統合で90分のワイド番組にリニューアルされ、同番組も本番組の差込み番組かつスポーツニュース枠として放送されていた。
2020年4月からは『王様のブランチ』の放送時間枠移動により、12時10分から14時まで約2時間枠のワイド番組としてリニューアルしたが、同年5月2日から6月13日までは新型コロナウイルス感染症対策のため、『スポッち!』を後半枠にした13時までのオムニバスワイド番組として放送された。
2023年3月25日の放送を以って最終回となり、『ウォッチン!みやぎ』の土曜版として2011年5月28日にスタートした『ウォッチン!プラス 絆みやぎ』時代から含めて、12年の歴史に幕を閉じた。

### 放送時間の変遷
| 放送期間  | 放送期間  | 放送時間（JST）        |
| --------- | --------- | ---------------------- |
| 2011.5.28 | 2012.9    | 9:30 - 10:00（30分）   |
| 2012.10   | 2012.12   | 9:30 - 10:25（55分）   |
| 2013.1    | 2014.3    | 9:25 - 10:20（55分）   |
| 2014.4    | 2018.3.31 | 9:25 - 10:25（60分）   |
| 2018.4.7  | 2020.3.21 | 9:25 - 10:55（90分）   |
| 2020.4.4  | 2023.3.25 | 12:10 - 14:00（110分） |

### 出演者
司会
- 熊谷望那（2021年4月 - 2023年3月25日、MC）
- 小島よしお（2018年4月 - 2023年3月25日、2018年3月まで『スポっち!』MC、2018年4月から2020年3月まで中継レポーター）

レギュラー
- 龍崎孝（元TBS解説委員、元JNN三陸支局長、現流通経済大学教授、2020年4月 - 2023年3月25日）
- 犬山紙子（コラムニスト、名取市出身、2020年4月 - 2023年3月25日）
- 萌江（シンガーソングライター、石巻市出身・在住）

#### 過去の出演者
- 安東理紗（当時TBCアナウンサー、2011年5月 - 2013年3月・2015年6月 - 2016年9月、MC）
- ムーディ勝山（ラジオ番組『それいけミミゾー』ラジオカー中継担当、同番組の予告を現地からテレビ電話による中継で実施、2012年10月 - 2013年9月、準レギュラー）
- 尾崎尚之（TBC気象台、『ウォッチン!みやぎ』金曜と兼任、2012年10月 - 2014年3月）
- 茜ゆりか（2014年4月 - 2014年9月、中継担当、産休のため降板）
- 若生哲旺（当時TBCアナウンサー、2011年5月 - 2015年3月、司会）
- 荒井美由起（当時TBCアナウンサー、2014年10月 - 2015年3月、中継担当）
- 佐々木淳吾（TBCアナウンサー、『ウォッチン!みやぎ』と兼任、2015年4月 - 2016年3月、司会）
- 小笠原遥（当時TBCアナウンサー、『ウォッチン!みやぎ』と兼任、2015年4月 - 2016年3月、中継担当）
- 鈴木実森（当時TBCアナウンサー、2016年4月 - 2016年9月、司会）
- 粟津ちひろ（当時TBCアナウンサー、2016年10月 - 2018年3月31日）
- 斉藤百香（当時TBCアナウンサー、2018年4月7日 - 2019年3月、2016年4月から2018年3月31日までは司会）
- 藤沢智子（当時TBCアナウンサー、2016年10月 - 2020年3月、司会、『サタデーウォッチン!東日本大震災から10年』（2021年3月7日放送）ではスペシャルMCとして出演）
- ロジャー大葉（2018年4月 - 2020年3月、2016年4月から2018年3月までは中継レポーター、小島よしおと入れ替えで中継担当になることもあった）
- 名久井麻利（TBCアナウンサー、2018年4月 - 2021年3月、2013年4月から2015年6月まで『ウォッチン!みやぎ』と兼任）
- 佐藤朱（当時AKB48 team8、2020年4月 - 2021年3月、降板後はTBCに社員[注釈 14]として入社）
- 黒田直樹（当時TBCアナウンサー、2018年4月 - 2022年3月、MC）

天気キャスター
- 星野誠（TBC気象台気象予報士、2014年4月 - 2015年3月・2016年4月 - 2018年3月、2017年3月までは『ウォッチン!みやぎ』と兼務）
- 上原諒（TBC気象台気象予報士、2018年4月 - 2018年9月、『ウォッチン!みやぎ』と兼務）
- 佐藤正則（TBC気象台気象予報士、2018年10月 - 2020年3月、『ウォッチン!みやぎ』と兼務）

### コーナー
- ウォッチンめ〜ぐる旅
- 機動中継ロジャーナル
- はまるっSHOW
- ウォッチンカフェライフ
- 天気予報
- 智子の部屋

### 『スポッち!』との合同スペシャル
東北放送が関わるロードレース、仙台国際ハーフマラソン・クイーンズ駅伝開催前日は、本番組に後続番組『スポッち!』の出演者も登場し、レース前日の表情を伝えるとともにゲストにレースのメイン解説者・増田明美を迎え、放送時間も30分拡大し放送されていた。2018年以降は『サタデーウォッチン!』の内包番組になったため、この措置は2017年までとなる。

## ひるまでウォッチン!
『ひるまでウォッチン!』は、2021年3月29日から『ひるおび』を差し替えて放送されている宮城県内向けのローカル情報番組。

### 概要
長らく10時台・11時台は『キユーピー3分クッキング』を放送する都合などもあって当該時間帯に自社制作は置いてこなかった。本番組開始により、朝帯で放送されている『ウォッチン!みやぎ』に加え、昼前にも帯の情報番組を編成する。放送時間は毎週月曜日 - 金曜日の9:55 - 10:25と、10:55 - 11:20の2部構成である（10:25 - 10:55はテレビショッピング枠が放送されている）。年末年始は特別編成のため2週間程度休止される。期間中、『ひるおび』の放送がある場合は10:25 - 10:55のテレビショッピングを30分繰り上げとした上で『ひるおび・第1部』の10:25 - 11:20のパートを臨時に番販ネットする。また、それ以外でも国際的なスポーツ中継や『JNN報道特別番組』が組まれる場合には休止・短縮となる場合がある。2025年3月31日から第2部枠内にて『河北新報ニュース』が本番組のミニニュース部分として放送されている。
過去にはゲストとして羽生結弦やNiziUなどが出演した。

### 出演者
特記事項が無い人物は、東北放送アナウンサー。
司会
- 月曜：村上晴香、飯野雅人
- 火曜：村上晴香、飯野雅人
- 水曜：佐藤朱、飯野雅人
- 木曜：大久保悠、佐藤朱
- 金曜：大久保悠、佐藤朱

お天気キャスター
- 星野誠（東北放送報道記者、私立TBC気象台 気象予報士）
- 今野桂吾（私立TBC気象台 気象予報士）

#### 過去の出演者
| 期間      | 期間       | 男性       | 男性     | 男性       | 女性       | 女性            | 女性            | 女性            |
| 期間      | 期間       | 月曜・火曜 | 水曜     | 木曜・金曜 | 月曜・火曜 | 水曜            | 木曜            | 金曜            |
| --------- | ---------- | ---------- | -------- | ---------- | ---------- | --------------- | --------------- | --------------- |
| 2021.3.29 | 2021.9.24  | 林田悟志   | 林田悟志 | 古野真也   | 野口美和   | 野口美和        | 安東理紗        | 名久井麻利      |
| 2021.9.27 | 2022.4.1   | 林田悟志   | 林田悟志 | 古野真也   | 野口美和   | 野口美和        | 安東理紗        | 安東理紗        |
| 2022.4.4  | 2022.12.28 | 林田悟志   | 林田悟志 | 飯野雅人   | 野口美和   | 野口美和        | 大久保悠        | 大久保悠        |
| 2023.1.9  | 2023.3.31  | 飯野雅人   | 林田悟志 | 林田悟志   | 佐藤朱     | 野口美和        | 大久保悠        | 大久保悠        |
| 2023.4.3  | 2024.7.12  | 飯野雅人   | （不在） | （不在）   | 村上晴香   | 佐藤朱 大久保悠 | 佐藤朱 大久保悠 | 佐藤朱 大久保悠 |
| 2024.7.15 | 現在       | 飯野雅人   | 飯野雅人 | （不在）   | 村上晴香   | 佐藤朱          | 佐藤朱 大久保悠 | 佐藤朱 大久保悠 |